# 酈瓊
酈瓊（1104年—1153年），字國寶，相州臨漳（今屬河北）人。
初為州學生，北宋宣和年間，盜賊紛起，瓊乃學習擊刺之術，彎弓騎馬，隸屬宗澤軍部，任淮南東路兵馬鈐轄，駐於磁州。宗澤死，調戍滑州。時完顏宗望伐宋，渡河前夕，戍軍叛亂，殺其統制趙世彥，而推瓊為主。瓊以勤王號眾，移師南向。康王趙構以為楚州安撫使，建炎三年（1129年）九月，以號稱十萬眾圍光州（今河南）固始縣，五年正月守將許約投降。累遷武泰軍承宣使，隸屬劉光世旗下。
紹興七年（1137年）劉光世被張浚除兵權，以王德任都統制、酈瓊為副都統制，酈瓊不服，每每與其作對。張浚派遺呂祉前往廬州節制之，呂祉至廬州，酈瓊等又繼續攻擊王德。呂祉密奏罷酈瓊及統制官靳賽兵權。不料書吏朱照洩漏機密，酈瓊命人劫下摺子，內容盡如所言，統制官康淵、王師晟從旁鼓煽。八月八日酈瓊、王世忠等殺死呂祉，率四萬兵投降偽齊劉豫，授靜難軍節度使，史稱淮西兵變。齊國廢，為金將，以為博州防御使，隨完顏宗弼攻宋，屢為宋軍所敗。八年，為泰寧軍節度使。九年，遷歸德尹。貞元元年，加金紫光祿大夫，卒於官。其子酈權是金朝文學家。

## 延伸阅读
[在维基数据编辑]
 《金史·卷79》，出自脱脱《遼史》